# Pyrex
Ne doit pas être confondu avec Pyrex (marque).
Pour les articles homonymes, voir Pyrex (homonymie).
 (novembre 2020).
Motif : Sujet complexe. L'article définit un seul sens au mot mais en utilise plusieurs, entre autres dans l'introduction.

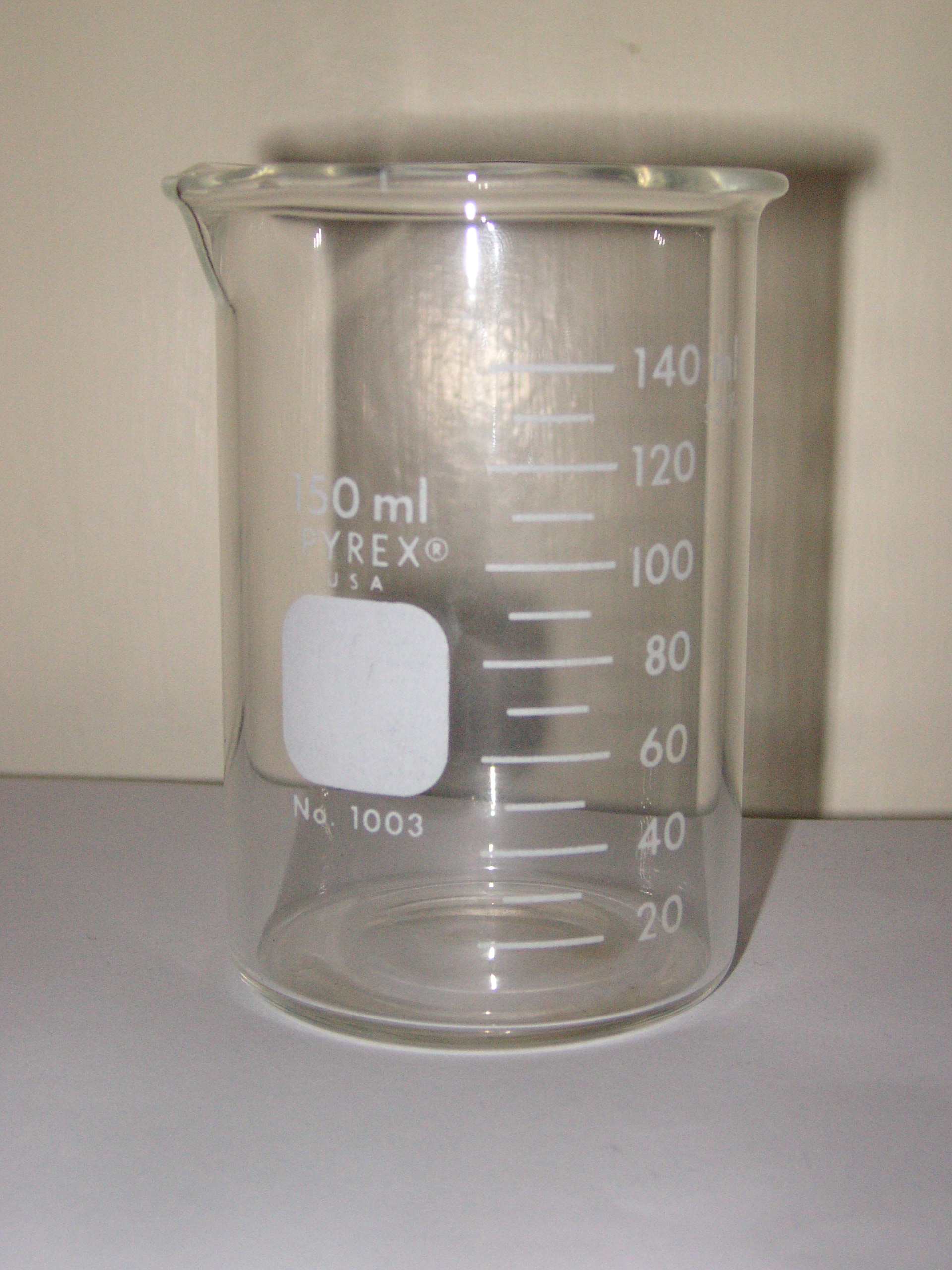
Un bécher en pyrex.

Le pyrex est un verre borosilicate résistant à la chaleur car son coefficient de dilatation thermique est très faible. Pyrex est un nom de marque lexicalisé, c'est-à-dire entré dans le langage courant pour désigner des produits qui ne sont pas de marque Pyrex. 

## Origine
Le verre au borosilicate fut mis au point initialement par le chimiste allemand Otto Schott, spécialiste de la technique du verre et fondateur de la Schott AG en 1893, soit vingt-deux ans avant que Corning produise la marque Pyrex. Schott AG commercialisa son produit sous le nom de Duran.
En 1908, Eugene Sullivan, directeur de recherche chez Corning Glass Works, développa le Nonex, un verre au borosilicate à faible pouvoir de dilatation, capable de réduire les ruptures lors des chocs thermiques, en particulier dans les globes des lanternes et lors de l'ébranlement des batteries. Sullivan avait étudié la technique de Schott, du verre au borosilicate, lors de son doctorat à Leipzig en Allemagne. C'est Jesse Littleton, lui aussi chez Corning, qui découvrit le potentiel du verre au borosilicate dans la cuisine en proposant à sa femme d'essayer une casserole à fond plat formée en Nonex.
La société Corning remplaça le nom initial de Nonex et développa ses produits pour la grande consommation, en enrichissant leur composition en borosilicate. Le verre obtenu supportait les chocs thermiques et a été commercialisé dès 1915 sous le nom de Pyrex.
Un dirigeant de Corning rendit compte de l'étymologie du nom de « Pyrex » :

« Le terme de Pyrex est probablement purement arbitraire, il est choisi en 1915 comme marque pour les produits manufacturés et vendus par Corning Glass Works. Bien que certains aient pensé qu'il était formé du radical grec pyr et du suffixe latin rex, nous avons toujours soutenu qu'aucun universitaire de l'université Harvard n'aurait été assez fou pour retenir cet hybride du langage classique. Aujourd’hui, nous avons de nombreux noms de marque, qui se terminent par les lettres ex. En fait, l'un des premiers produits  commercialisés vendu sous le nom de la nouvelle marque fut un pie (plat à tourte) et, devant l'intérêt de l'euphonie, la lettre « r » fut insérée entre pie et ex et l'ensemble condensé en Pyrex. »

## Produits Pyrex

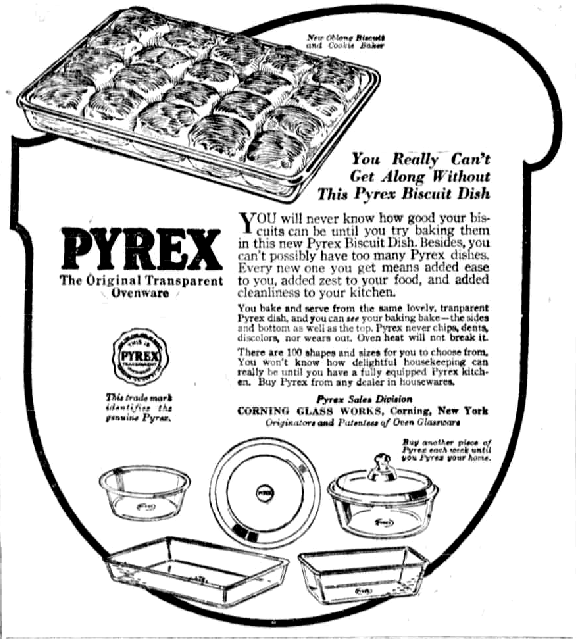
Publicité américaine pour des articles Pyrex, 1922.

À la fin des années 1930 et lors des années 1940, la société Corning introduisit aussi d'autres produits sous la marque Pyrex, et en particulier des verres à boire, en verre trempé et opaque, ainsi que des bols et des plats à four, puis une ligne de récipients Pyrex supportant les flammes ; ces verres au borosilicate avaient une teinte bleutée causée par l'addition de sulfate d'aluminium,. En 1958, un département interne de design fut installé par John B. Ward. Il redessina les objets en Pyrex et les plats à four. Au fil des années, des designers comme Penny Sparke, Betty Baugh, Smart Design, Teams Design et d'autres, ont contribué à affiner le design de la ligne des produits.
En 1957, Pyrex lance une ligne décor en introduisant des motifs différents.
La société Corning fait une scission des actifs de sa division produits de grande consommation en 1998, formant la compagnie World Kitchen (en). Ensuite, la société Corning arrête la production des objets en pyrex, conserve la propriété de la marque Pyrex mais la met à disposition d'autres compagnies sous licence, principalement à World Kitchen et Newell Rubbermaid (Newell Cookware Europe). La marque d'articles de cuisine Arc International, basée en France, a racheté début 2006 la société Newell et les droits d'utilisation de la marque en Europe, Afrique et Moyen-Orient (ex-Verrerie Cristallerie d'Arques).
Début 2014, la fabrication des produits Pyrex est revendue au fonds d'investissement américain Aurora Capital Group après des mois de négociations.
En 2015, la marque fête ses cent ans en rééditant trois ustensiles en verre à travers une édition collector,.

## Composition

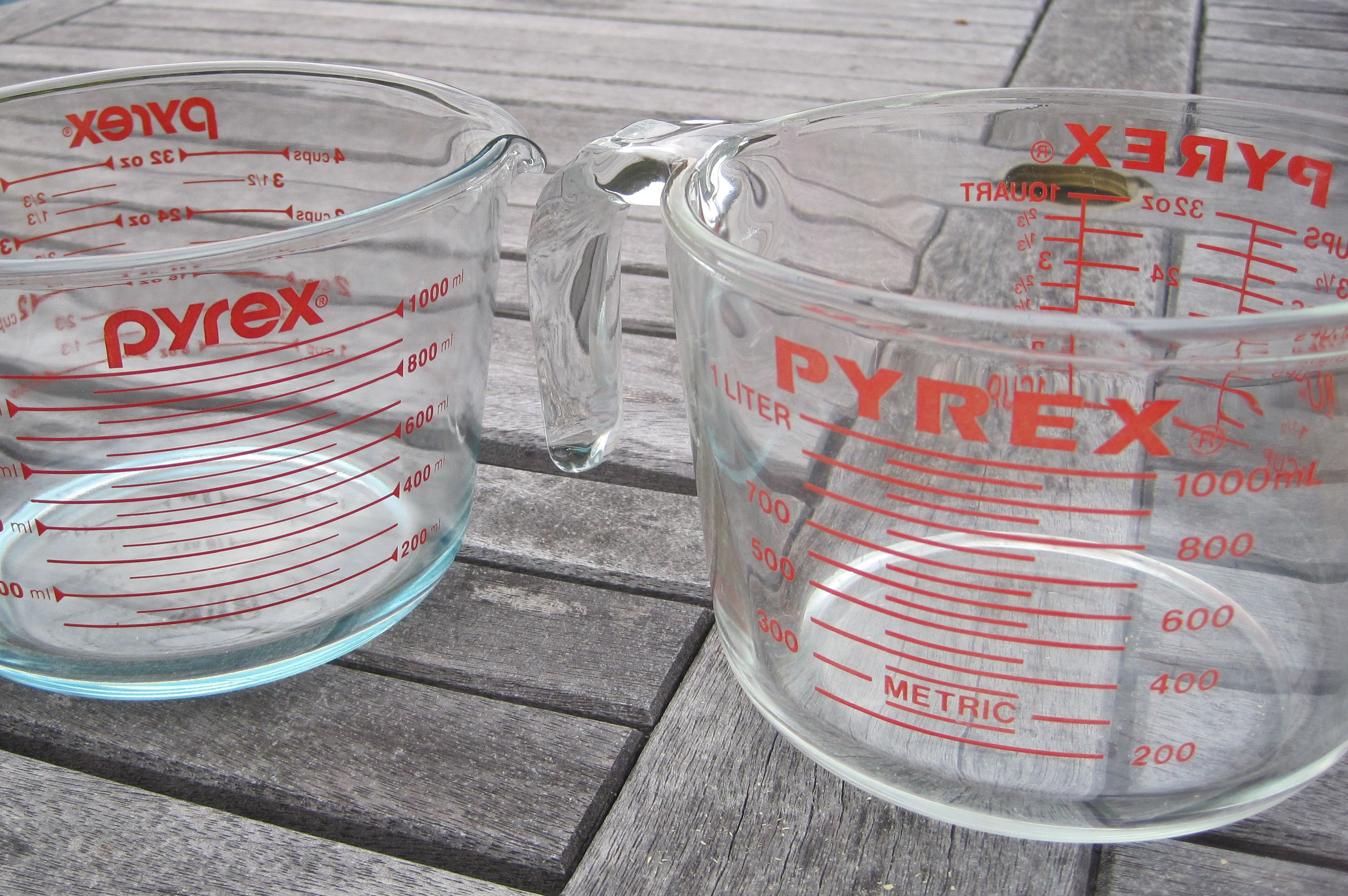
Récipients gradués en verre pyrex au borosilicate, produit par Corning (à droite), et une version en verre trempé de marque Pyrex produite par World Kitchen (à gauche), qui sont différenciés par leurs logos et la teinte bleutée.

Les verres transparents les plus anciens, fabriqués en pyrex par Corning (avant les années 1998), puis les produits en pyrex fabriqués par Arc International, ainsi que le pyrex de laboratoire, sont à base de verre au borosilicate.
Selon les brevets du National Institute of Standards and Technology, le pyrex au borosilicate est composé (en pourcentage de son poids) de :
- 54,0 % oxygène,
- 37,7 % silicium,
- 4,0 % bore,
- 2,8 % sodium,
- 1,1 % aluminium,
- 0,3 % potassium[14],[15].

Selon le fournisseur de la matière première Pulles and Hannique, le pyrex au borosilicate qui constitue le verre Corning 7740 et ses équivalents, selon la formule du verre no 8830 de Schott AG, est vendu sous le nom de marque de Duran. La composition des deux verres (Corning 7740 et Schott 8830) est donnée avec :
- 80,6 % de SiO2,
- 12,6 % B2O3,
- 4,2 % d'Na2O,
- 2,2 % d'Al2O3,
- 0,04 % de Fe2O3,
- 0,1 % d'CaO,
- 0,05 % d'MgO, et
- 0,1 % de Cl.

## Utilisations
Le pyrex est principalement utilisé pour les optiques non transmissives comme les miroirs[réf. nécessaire], car son homogénéité est faible et sa porosité élevée. Il se prête au travail au chalumeau. Il est aussi utilisé pour :
- la vaisselle supportant les chocs thermiques (plat allant au four) ;
- la verrerie de laboratoire pouvant aller sur la flamme ;
- les vitres des poêles, inserts et autres foyers domestiques et industriels
- les appareils industriels, ballons et capacités jusqu'à 500 litres, tuyauteries et colonnes jusqu'à 1 000 mm de diamètre ;
- la construction de réflecteurs de télescopes[17] ;
- les tubes à couder pour la réalisation d'enseignes au néon ;
- les petits sujets en verre coloré faits entre autres à Murano.
- les clearomiseurs de cigarettes électroniques pour supporter la chaleur des résistances chauffantes